# Pallavolo Scandicci Savino Del Bene 2016-2017
Questa voce raccoglie le informazioni riguardanti la Pallavolo Scandicci Savino Del Bene nelle competizioni ufficiali della stagione 2016-2017.

## Stagione

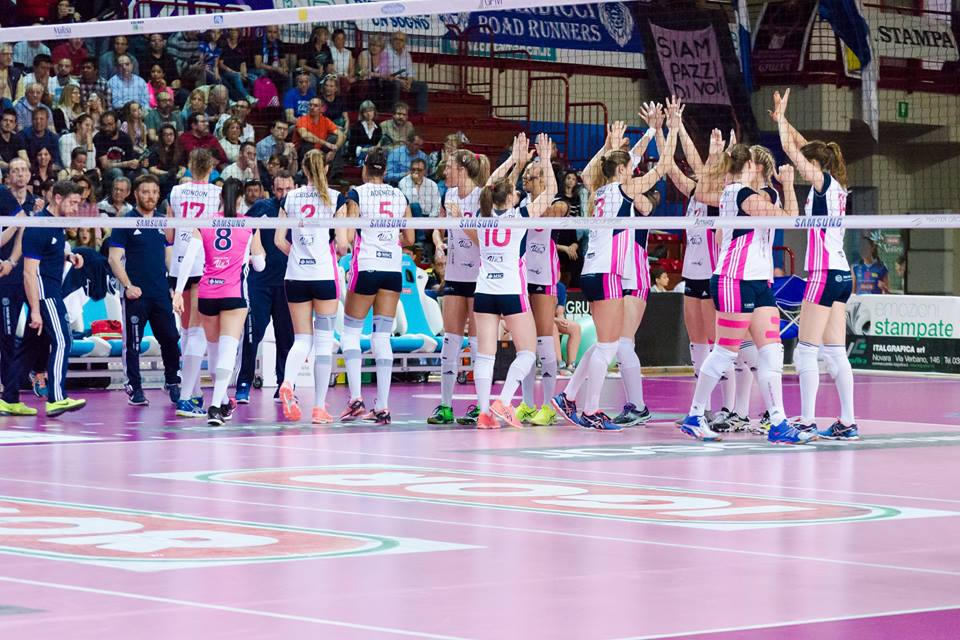
La Pallavolo Scandicci Savino Del Bene festeggia un punto

La stagione 2016-17 è per la Pallavolo Scandicci Savino Del Bene, sponsorizzata dalla Savino Del Bene, la terza consecutiva in Serie A1; come allenatore viene confermato Mauro Chiappafreddo, anche se poi sostituito a stagione in corso da Alessandro Beltrami e la rosa è quasi del tutto rivoluzionata con le poche conferme di Giulia Rondon, Sara Loda, Enrica Merlo, Alice Giampietri e Chiara Scacchetti: tra i nuovi acquisti quelli di Valentina Arrighetti, Áurea Cruz, Adenízia da Silva, Aneta Havlíčková e Floortje Meijners, mentre tra le cessioni quelle di Cándida Arias, Valentina Fiorin, Emilija Nikolova, Judith Pietersen e Federica Stufi.
Il campionato si apre con la vittoria in casa dell'Imoco Volley mentre la prima sconfitta arriva alla seconda giornata contro il Volley Bergamo: seguono quindi quattro successi di fila e poi un periodo di risultati altalenanti che portano la squadra di Scandicci a chiudere il girone di andata al quinto posto, utile per qualificarsi alla Coppa Italia. Il girone di ritorno comincia con tre sconfitte e poi tre vittorie di fila: dopo lo stop contro la Futura Volley Busto Arsizio e il successo sul Neruda Volley, le toscane chiudono la regular season con altri tre insuccessi e il sesto posto in classifica. Nei quarti di finale dei play-off scudetto la sfida è contro l'AGIL Volley: dopo aver vinto gara 1, la Pallavolo Scandicci Savino Del Bene perde le due successive venendo eliminata dalla competizione.
Grazie al quinto posto al termine del girone di andata della Serie A1 2016-17, la Pallavolo Scandicci Savino Del Bene partecipa alla Coppa Italia; nei quarti di finale vince la gara di andata per 3-0 contro il Volley Bergamo ma perde quella di ritorno per 3-2: riesce tuttavia ad accedere alla Final Four di Firenze grazie a un migliore quoziente set. Nella semifinale capitola contro il River Volley.

## Organigramma societario
Area direttiva
- Presidente: Sergio Bazzurro
- Consigliere: Mario Schiavo, Paolo Batisti

Area organizzativa
- Direttore sportivo: Massimo Toccafondi
- Team manager: Francesco Paoletti
- Segreteria generale: Giulia Quaranta

Area tecnica
- Allenatore: Mauro Chiappafreddo (fino al 31 gennaio 2017), Alessandro Beltrami (dal 31 gennaio 2017)
- Allenatore in seconda: Luca Berti
- Assistente allenatore: Luigi Ciampa
- Scout man: Fabio Biffi, Ezio Meledandri

Area comunicazione
- Ufficio stampa: Lorenzo Mossani
- Responsabile comunicazioni: Giulia Quaranta
- Fotografo: Giada Chetta

Area marketing
- Ufficio marketing: Debora Ciampi

Area sanitaria
- Medico: Jacopo Giuliattini, Enrico Sergi
- Preparatore atletico: Gianpaolo Boschetti
- Fisioterapista: Alessandro Rocchini

## Rosa
| N° | Nome                 | Ruolo | Data di nascita  | Nazionalità sportiva |
| -- | -------------------- | ----- | ---------------- | -------------------- |
| 1  | Kenny Moreno         | O     | 6 gennaio 1979   | Colombia             |
| 1  | Luisa Casillo        | C     | 8 luglio 1988    | Italia               |
| 2  | Lucia Crisanti       | C     | 16 marzo 1986    | Italia               |
| 3  | Valentina Zago       | O     | 21 febbraio 1990 | Italia               |
| 4  | Aneta Havlíčková     | O     | 3 luglio 1987    | Rep. Ceca            |
| 5  | Adenízia da Silva    | C     | 18 dicembre 1986 | Brasile              |
| 7  | Sara Loda            | S     | 22 agosto 1990   | Italia               |
| 8  | Enrica Merlo         | L     | 28 dicembre 1988 | Italia               |
| 9  | Áurea Cruz           | S     | 10 gennaio 1982  | Porto Rico           |
| 10 | Alice Giampietri     | L     | 22 febbraio 1995 | Italia               |
| 12 | Chiara Scacchetti    | P     | 10 dicembre 1995 | Italia               |
| 13 | Valentina Arrighetti | C     | 26 gennaio 1985  | Italia               |
| 14 | Floortje Meijners    | S     | 16 gennaio 1987  | Paesi Bassi          |
| 17 | Giulia Rondon        | P     | 16 ottobre 1987  | Italia               |

## Mercato
| Acquisti | Acquisti             | Acquisti       | Acquisti   |
| R.       | Nome                 | da             | Modalità   |
| -------- | -------------------- | -------------- | ---------- |
| C        | Valentina Arrighetti | Imoco          | definitivo |
| C        | Luisa Casillo        | Golem          | definitivo |
| C        | Lucia Crisanti       | Imoco          | definitivo |
| S        | Áurea Cruz           | AGIL           | definitivo |
| C        | Adenízia da Silva    | Osasco         | definitivo |
| O        | Aneta Havlíčková     | Lokomotiv Baku | definitivo |
| S        | Floortje Meijners    | River          | definitivo |
| O        | Kenny Moreno         | Cisterna       | definitivo |
| O        | Valentina Zago       | Pro Victoria   | definitivo |

| Cessioni | Cessioni         | Cessioni        | Cessioni   |
| R.       | Nome             | a               | Modalità   |
| -------- | ---------------- | --------------- | ---------- |
| C        | Sara Alberti     | AGIL            | definitivo |
| C        | Cándida Arias    | ?               | definitivo |
| S        | Valentina Fiorin | Busto Arsizio   | definitivo |
| S        | Matea Ikić       | Târgoviște      | definitivo |
| O        | Kenny Moreno     | -               | svincolata |
| O        | Emilija Nikolova | NEC Red Rockets | definitivo |
| O        | Judith Pietersen | AGIL            | definitivo |
| C        | Federica Stufi   | Busto Arsizio   | definitivo |

## Risultati

### Serie A1

#### Girone di andata
| 1ª giornata - 15 ottobre 2016 PalaVerde, Villorba                 | Imoco           | 2 - 3 | Savino Del Bene | 25-20, 21-25, 25-18, 23-25, 13-15 |
| 2ª giornata - 23 ottobre 2016 Palazzetto dello Sport, Scandicci   | Savino Del Bene | 1 - 3 | Bergamo         | 19-25, 17-25, 25-16, 20-25        |
| 3ª giornata - 29 ottobre 2016 Palazzetto dello Sport, Scandicci   | Savino Del Bene | 3 - 1 | River           | 24-26, 25-22, 25-14, 25-17        |
| 4ª giornata - 6 novembre 2016 PalaGeorge, Montichiari             | Flero           | 1 - 3 | Savino Del Bene | 25-17, 20-25, 19-25, 19-25        |
| 5ª giornata - 13 novembre 2016 Palazzetto dello Sport, Scandicci  | Savino Del Bene | 3 - 1 | Pro Victoria    | 25-17, 19-25, 25-15, 29-27        |
| 6ª giornata - 19 novembre 2016 PalaYamamay, Busto Arsizio         | Club Italia     | 0 - 3 | Savino Del Bene | 23-25, 9-25, 16-25                |
| 7ª giornata - 27 novembre 2016 Palazzetto dello Sport, Scandicci  | Savino Del Bene | 2 - 3 | Busto Arsizio   | 25-20, 25-18, 22-25, 20-25, 11-15 |
| 8ª giornata - 4 dicembre 2016 Palazzetto dello Sport, Scandicci   | Savino Del Bene | 3 - 2 | Neruda          | 21-25, 25-21, 25-17, 27-29, 15-10 |
| 9ª giornata - 9 dicembre 2016 PalaTerdoppio, Novara               | AGIL            | 3 - 0 | Savino Del Bene | 25-20, 28-26, 25-16               |
| 10ª giornata - 18 dicembre 2016 Palazzetto dello Sport, Scandicci | Savino Del Bene | 0 - 3 | Casalmaggiore   | 23-25, 13-25, 14-25               |
| 11ª giornata - 26 dicembre 2016 Nelson Mandela Forum, Firenze     | San Casciano    | 1 - 3 | Savino Del Bene | 26-24, 21-25, 20-25, 20-25        |

#### Girone di ritorno
| 12ª giornata - 15 gennaio 2017 Palazzetto dello Sport, Scandicci  | Savino Del Bene | 1 - 3 | Imoco           | 25-20, 22-25, 16-25, 18-25        |
| 13ª giornata - 22 gennaio 2017 PalaNorda, Bergamo                 | Bergamo         | 3 - 1 | Savino Del Bene | 25-22, 26-24, 22-25, 25-21        |
| 14ª giornata - 29 gennaio 2017 PalaPanini, Modena                 | River           | 3 - 2 | Savino Del Bene | 25-18, 25-17, 26-28, 19-25, 15-13 |
| 15ª giornata - 5 febbraio 2017 Palazzetto dello Sport, Scandicci  | Savino Del Bene | 3 - 1 | Flero           | 19-25, 25-18, 25-20, 25-15        |
| 16ª giornata - 12 febbraio 2017 Palazzetto dello Sport, Monza     | Pro Victoria    | 2 - 3 | Savino Del Bene | 21-25, 25-20, 23-25, 25-18, 12-15 |
| 17ª giornata - 15 febbraio 2017 Palazzetto dello Sport, Scandicci | Savino Del Bene | 3 - 0 | Club Italia     | 25-14, 25-22, 25-15               |
| 18ª giornata - 19 febbraio 2017 PalaYamamay, Busto Arsizio        | Busto Arsizio   | 3 - 1 | Savino Del Bene | 25-22, 29-27, 12-25, 25-23        |
| 19ª giornata - 26 febbraio 2017 PalaResia, Bolzano                | Neruda          | 2 - 3 | Savino Del Bene | 14-25, 17-25, 25-23, 25-21, 9-15  |
| 20ª giornata - 12 marzo 2017 Palazzetto dello Sport, Scandicci    | Savino Del Bene | 2 - 3 | AGIL            | 25-20, 23-25, 25-15, 23-25, 12-15 |
| 21ª giornata - 19 febbraio 2017 PalaRadi, Casalmaggiore           | Casalmaggiore   | 3 - 1 | Savino Del Bene | 25-23, 23-25, 25-19, 25-21        |
| 22ª giornata - 25 marzo 2017 Palazzetto dello Sport, Scandicci    | Savino Del Bene | 2 - 3 | San Casciano    | 26-24, 22-25, 25-16, 20-25, 11-15 |

#### Play-off scudetto
| Quarti di finale (gara 1) - 7 aprile 2017 Palazzetto dello Sport, Scandicci | Savino Del Bene | 3 - 0 | AGIL            | 25-21, 25-20, 25-20        |
| Quarti di finale (gara 2) - 17 aprile 2017 PalaTerdoppio, Novara            | AGIL            | 3 - 1 | Savino Del Bene | 25-21, 25-23, 22-25, 25-19 |
| Quarti di finale (gara 3) - 18 aprile 2017 PalaTerdoppio, Novara            | AGIL            | 3 - 1 | Savino Del Bene | 25-27, 25-22, 25-22, 25-20 |

### Coppa Italia

#### Fase a eliminazione diretta
| Quarti di finale (andata) - 5 gennaio 2017 Nelson Mandela Forum, Firenze | Savino Del Bene | 3 - 0 | Bergamo         | 25-16, 25-22, 26-24              |
| Quarti di finale (ritorno) - 8 gennaio 2017 PalaNorda, Bergamo           | Bergamo         | 3 - 2 | Savino Del Bene | 23-25, 19-25, 27-25, 25-19, 15-7 |
| Semifinali - 4 marzo 2017 Nelson Mandela Forum, Firenze                  | Savino Del Bene | 1 - 3 | River           | 24-26, 25-19, 25-27, 22-25       |

## Statistiche

### Statistiche di squadra
| Competizione | Punti | In casa | In casa | In casa | In trasferta | In trasferta | In trasferta | Totale | Totale | Totale |
| Competizione | Punti | G       | V       | P       | G            | V            | P            | G      | V      | P      |
| ------------ | ----- | ------- | ------- | ------- | ------------ | ------------ | ------------ | ------ | ------ | ------ |
| Serie A1     | 33    | 12      | 6       | 6       | 13           | 6            | 7            | 25     | 12     | 13     |
| Coppa Italia | -     | 1       | 1       | 0       | 1            | 0            | 1            | 3      | 1      | 2      |
| Totale       | -     | 13      | 7       | 6       | 14           | 6            | 8            | 28     | 13     | 15     |

G = partite giocate; V = partite vinte; P = partite perse

### Statistiche dei giocatori
| Giocatore     | Serie A1 | Serie A1 | Serie A1 | Serie A1 | Serie A1 | Coppa Italia | Coppa Italia | Coppa Italia | Coppa Italia | Coppa Italia | Totale | Totale | Totale | Totale | Totale |
| Giocatore     | P        | PT       | AV       | MV       | BV       | P            | PT           | AV           | MV           | BV           | P      | PT     | AV     | MV     | BV     |
| ------------- | -------- | -------- | -------- | -------- | -------- | ------------ | ------------ | ------------ | ------------ | ------------ | ------ | ------ | ------ | ------ | ------ |
| V. Arrighetti | 23       | 163      | 116      | 45       | 2        | 3            | 23           | 12           | 11           | 0            | 26     | 186    | 128    | 56     | 2      |
| L. Casillo    | 1        | 0        | 0        | 0        | 0        | 0            | 0            | 0            | 0            | 0            | 1      | 0      | 0      | 0      | 0      |
| L. Crisanti   | 16       | 31       | 25       | 5        | 1        | 1            | 0            | 0            | 0            | 0            | 17     | 31     | 25     | 5      | 1      |
| Á. Cruz       | 24       | 156      | 138      | 10       | 8        | 3            | 28           | 25           | 2            | 1            | 27     | 184    | 163    | 12     | 9      |
| A. da Silva   | 25       | 327      | 209      | 109      | 9        | 3            | 35           | 24           | 11           | 0            | 28     | 362    | 233    | 120    | 9      |
| A. Giampietri | 6        | 0        | 0        | 0        | 0        | 1            | 0            | 0            | 0            | 0            | 7      | 0      | 0      | 0      | 0      |
| A. Havlíčková | 25       | 351      | 306      | 30       | 15       | 3            | 43           | 39           | 1            | 3            | 28     | 394    | 345    | 31     | 18     |
| S. Loda       | 21       | 130      | 107      | 6        | 17       | 2            | 10           | 10           | 0            | 0            | 23     | 140    | 117    | 6      | 17     |
| F. Meijners   | 23       | 343      | 278      | 30       | 35       | 3            | 35           | 30           | 1            | 4            | 26     | 378    | 308    | 31     | 39     |
| E. Merlo      | 25       | 1        | 1        | 0        | 0        | 3            | 0            | 0            | 0            | 0            | 28     | 1      | 1      | 0      | 0      |
| K. Moreno     | 2        | 2        | 2        | 0        | 0        | -            | -            | -            | -            | -            | 2      | 2      | 2      | 0      | 0      |
| G. Rondon     | 25       | 88       | 51       | 27       | 10       | 3            | 6            | 4            | 2            | 0            | 28     | 94     | 55     | 29     | 10     |
| C. Scacchetti | 20       | 4        | 2        | 0        | 2        | 2            | 0            | 0            | 0            | 0            | 22     | 4      | 2      | 0      | 2      |
| V. Zago       | 20       | 133      | 108      | 16       | 9        | 2            | 22           | 18           | 4            | 0            | 22     | 155    | 126    | 20     | 9      |

P = presenze; PT = punti totali; AV = attacchi vincenti; MV = muri vincenti; BV = battute vincenti